# Abdullahi Yusuf Ahmed
Abdullahi Yusuf Ahmed (Galcaio, 15 de diciembre de 1934-Abu Dabi, 23 de marzo de 2012) fue un político somalí, presidente de Somalia desde el 14 de octubre de 2004, fecha de su juramento, hasta su renuncia al cargo, ocurrida el 29 de diciembre de 2008.

## Biografía
Nació el 15 de diciembre de 1934 en la localidad de Galcaio (región de Mudug). Para sus estudios postsecundarios, Ahmed estudió leyes en la Universidad Nacional Somalí de Mogadiscio. 
Es un antiguo coronel de la armada, un líder del Frente Democrático de Salvación Somalí (SSDF) y fue presidente de la región de Puntlandia.

### Antes de la presidencia
Ahmed lideró una guerrilla en la década de 1970 contra el dictador somalí Siad Barre. En la década de 1990 Ahmed era visto como un líder dentro de la región de Puntlandia, en Somalia. En 1998 él y otros guerrilleros declararon la región independiente y el 23 de julio de ese año fue nombrado presidente de Puntlandia, expirando su cargo el 1 de julio de 2001. A pesar de esto Ahmed siguió declarándose a sí mismo presidente y poco después inició una campaña militar contra la nueva Presidencia de Puntlandia, conquistando en mayo de 2002 la capital y siendo de nuevo reconocido como presidente. Sofocaría rebeliones hasta 2003. El 14 de octubre de 2004 Ahmed abandonó el cargo para convertirse en presidente de Somalia tras su elección en una reunión del Parlamento de Transición formado en Nairobi, sucediendo así a otro presidente somalí de transición, Abdiqasim Salad Hassan.

### Presidencia
Desde su nombramiento presidencial y la creación del Gobierno Federal de Transición Ahmed trabajó para unir al país y obtener ayuda internacional y de Etiopía, acusada muchas veces de mantener vivo el conflicto en Somalia —guerra civil somalí—. Tras formar Gobierno con ministros y con muchas desavenencias en este y sin poder trasladarse a Mogadiscio, capital somalí, tras las victorias de los señores de la guerra islamistas y de la Unión de Tribunales Islámicos, su Gobierno de transición fue finalmente reconocido por las Naciones Unidas pero permaneció en el exilio. Ahmed sufrió el 18 de septiembre de 2006 un fallido intento de asesinato del que escapó, pero perdiendo en este a su hermano.
Tras declararse el 21 de diciembre de 2006 la guerra en Somalia obtuvo el apoyo de Etiopía para entrar en Somalia y arrebatar la capital de manos de la Unión de Tribunales Islámicos. El 28 de diciembre del mismo año el Gobierno Provisional había ocupado mucho terreno y milicias favorables a este informaron de la retirada de los islamistas de la capital.
Después de entrar en la capital, destruyó todo a su paso, los habitantes del centro de la ciudad perdieron sus hogares, esto produjo en 20 % de aumento de la pobreza en el país, e hizo que el pueblo se viera forzado a construir casa improvisadas en las zonas aledañas a la capital. 
El 29 de diciembre de 2008 presentó su renuncia al parlamento. Declaró que lo hacía porque al asumir había prometido tres cosas: «Si no conseguía cumplir con mi deber renunciaría. Segundo, haría todo en mi poder para que el gobierno funcionara en todo el territorio, y esto tampoco ocurrió. Tercero, solicité a los líderes que cooperaran conmigo por el bien común del pueblo, eso tampoco ocurrió».